# Modiolus modiolus

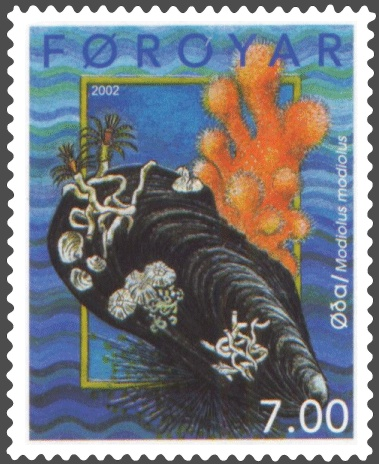
M. modiolus sur un timbre des îles Féroé.

Espèce
Modiolus modiolus est une espèce de mollusques bivalves de la famille des Mytilidae. C'est une grande moule présente dans l'Atlantique nord et dans le nord-est de l'océan Pacifique.
Valve droite et gauche du même spécimen:

Valve droite
Valve gauche